# Malé Spišské pleso
Malé Spišské pleso (deutsch Kleiner See oder 1. See, ungarisch Szepesi-Kis-tó oder Első-tó, polnisch Mały Staw Spiski, Przedni Staw Spiski oder Skrajny Staw Spiski) ist ein Bergsee auf der slowakischen Seite der Hohen Tatra.
Er befindet sich im Tal Malá Studená dolina (deutsch Kleines Kohlbachtal) in der Seegruppe Päť Spišských plies (deutsch Zipser Fünfseen), südöstlich des mittig gelegenen Sees Prostredné Spišské pleso und seine Höhe beträgt 1997 m n.m. Seine Fläche liegt bei 1695 m², er misst 52 × 48 m und seine maximale Tiefe beträgt 3,7 m. Der See gehört zum Einzugsgebiet des Malý Studený potok (deutsch Kleiner Kohlbach), einem Quellfluss des Studený potok im Einzugsgebiet des Poprad.
Der Name erläutert, dass es sich um den kleinsten See innerhalb der Seegruppe handelt. Das Adjektiv Spišské (slow. n.) weist auf die historische Zugehörigkeit zum Komitat Zips hin.
Unweit des Sees verläuft ein grün markierter Wanderweg von der talabwärts gelegenen Hütte Zamkovského chata zur nahen Hütte Téryho chata.